# Dolina Czarnego Potoku

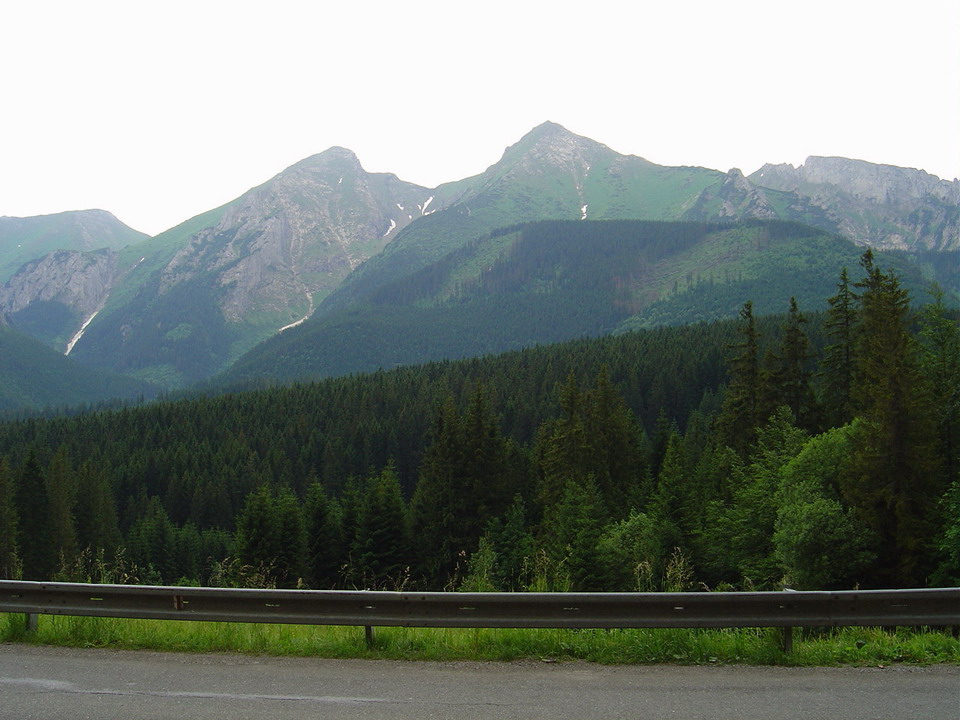
Płaczliwa Skała, Hawrań i Nowy Wierch, z Hawrania opada Dolina Czarnego Potoku

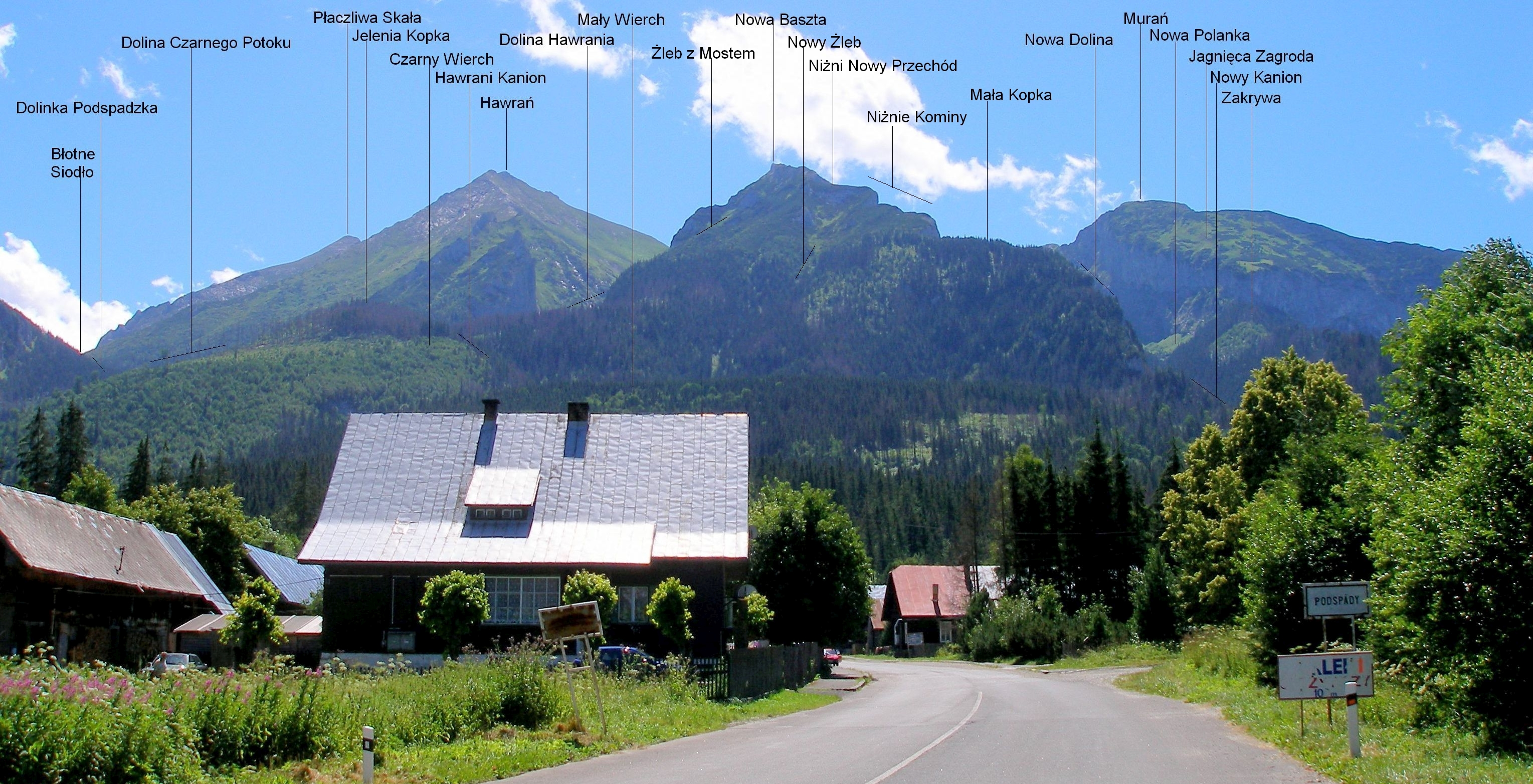
Widok z Podspadów

Dolina Czarnego Potoku, Dolina Czarna Podspadzka (słow. dolina Čierneho potoka, niem. Schwarzbachtal) – dolina położona na północno-wschodnim krańcu Tatr, w Tatrach Bielskich na Słowacji. Zbocza doliny tworzą: Długi Wierch (Wierch Średnica), Podspadzkie Siodło, Mały Przysłop, Błotne Siodło, Stara Jaworzynka, Stare Siodło, Wyżni Hawrani Zwornik, Niżnia Hawrania Przełęcz, Niżni Hawrań, Zadni i Skrajny Hawrani Kopiniak, Jelenie Siodło, Jelenia Kopka i Czarny Wierch.
Dolina Czarnego Potoku znajduje się po stronie zachodniej grani głównej i jest głównym odgałęzieniem położonej od niej na zachód Doliny Hawraniej. System tych dwóch dolin o wspólnym wylocie odpowiada kryteriom, jakie musi spełniać dolina walna. Przy założeniu, że Dolina Bielskiego Potoku po drugiej stronie grani głównej nie spełnia tych wymogów, jest to jedyna dolina walna położona w całości na terenie Tatr Bielskich. Wyjątkowy jest też fakt niespotykany gdzie indziej w Tatrach – pod grań główną podchodzi nie główny ciąg doliny (jedynie na odcinku ok. 200 m między Hawraniem a Wyżnim Hawranim Zwornikiem), ale jej odgałęzienie.
Dolina Czarnego Potoku jest odgraniczona od Doliny Hawraniej gałęzią Niżniego Hawrania i Czarnego Wierchu. Wspólny wylot dolin do doliny Jaworowego Potoku jest położony na wysokości ok. 900 m n.p.m., na wschód od osiedla Podspady przy Drodze Wolności. Dolina ma ok. 3 km długości. Jedyną jej odnogą jest niewielka zalesiona Dolinka Podspadzka, opadająca z Błotnego Siodła w północnej grani Hawrania.
Dolina Czarnego Potoku na całej swej długości opada z mniej więcej stałym nachyleniem i brak w niej progów. Dolna część doliny o długości około 1 km ma zupełnie odmienny charakter od środkowej i górnej.
Dolina Czarnego Potoku na całej swej długości opada z mniej więcej stałym nachyleniem i brak w niej progów. Wschodnie stoki doliny to zalesione reglowe wzniesienie Starej Jaworzynki. Na jej stokach, w środkowej części doliny, pozbawionej tak wyraźnego podziału na piętra jak Dolina Hawrania, położona jest Stara Polana o długości ok. 700 m. Na polanę, lub w jej pobliżu opada 6 żlebów. Jeden z nich to Dolinka Podspadzka. To w niej powstaje niewielki Czarny Potok. Dolna część doliny o długości około 1 km ma zupełnie odmienny charakter od środkowej i górnej.